# Comuna Hălmăgel, Arad
Hălmăgel (în maghiară: Kishalmágy) este o comună în județul Arad, Crișana, România, formată din satele Hălmăgel (reședința), Luncșoara, Sârbi, Târnăvița și Țohești.

## Demografie
Componența etnică a comunei Hălmăgel
     Români (96,92%)
     Alte etnii (3,08%)
Componența confesională a comunei Hălmăgel
     Ortodocși (96,3%)
     Alte religii (0,51%)
     Necunoscută (3,19%)
Conform recensământului efectuat în 2021, populația comunei Hălmăgel se ridică la 973 de locuitori, în scădere față de recensământul anterior din 2011, când fuseseră înregistrați 1.305 locuitori. Majoritatea locuitorilor sunt români (96,92%). Din punct de vedere confesional, majoritatea locuitorilor sunt ortodocși (96,3%), iar pentru 3,19% nu se cunoaște apartenența confesională.

## Politică și administrație
Comuna Hălmăgel este administrată de un primar și un consiliu local compus din 9 consilieri. Primarul, Nicolae-Miron Golea[*], de la Partidul Național Liberal, este în funcție din 1 noiembrie 2024. Începând cu alegerile locale din 2024, consiliul local are următoarea componență pe partide politice:
|  | Partid                          | Consilieri | Componența Consiliului | Componența Consiliului | Componența Consiliului |
|  | ------------------------------- | ---------- | ---------------------- | ---------------------- | ---------------------- |
|  | Partidul Social Democrat        | 3          |                        |                        |                        |
|  | Partidul Național Liberal       | 3          |                        |                        |                        |
|  | Alianța Național Țărănistă      | 1          |                        |                        |                        |
|  | Alianța pentru Unirea Românilor | 1          |                        |                        |                        |
|  | Partidul Mișcarea Populară      | 1          |                        |                        |                        |

## Atracții turistice
- Biserica de lemn din Luncșoara-Vojdoci
- Biserica de lemn Sfântul Mare Mucenic Gheorghe din Luncșoara, Arad
- Biserica de lemn din Țohești
- Târgul de fete de pe Muntele Găina

## Vezi și
- Biserica de lemn din Sârbi, Arad
- Biserica de lemn din Târnăvița, Arad
- Munții Bihor (sit de importanță comunitară)